# Theobald von Bethsan († 1289)

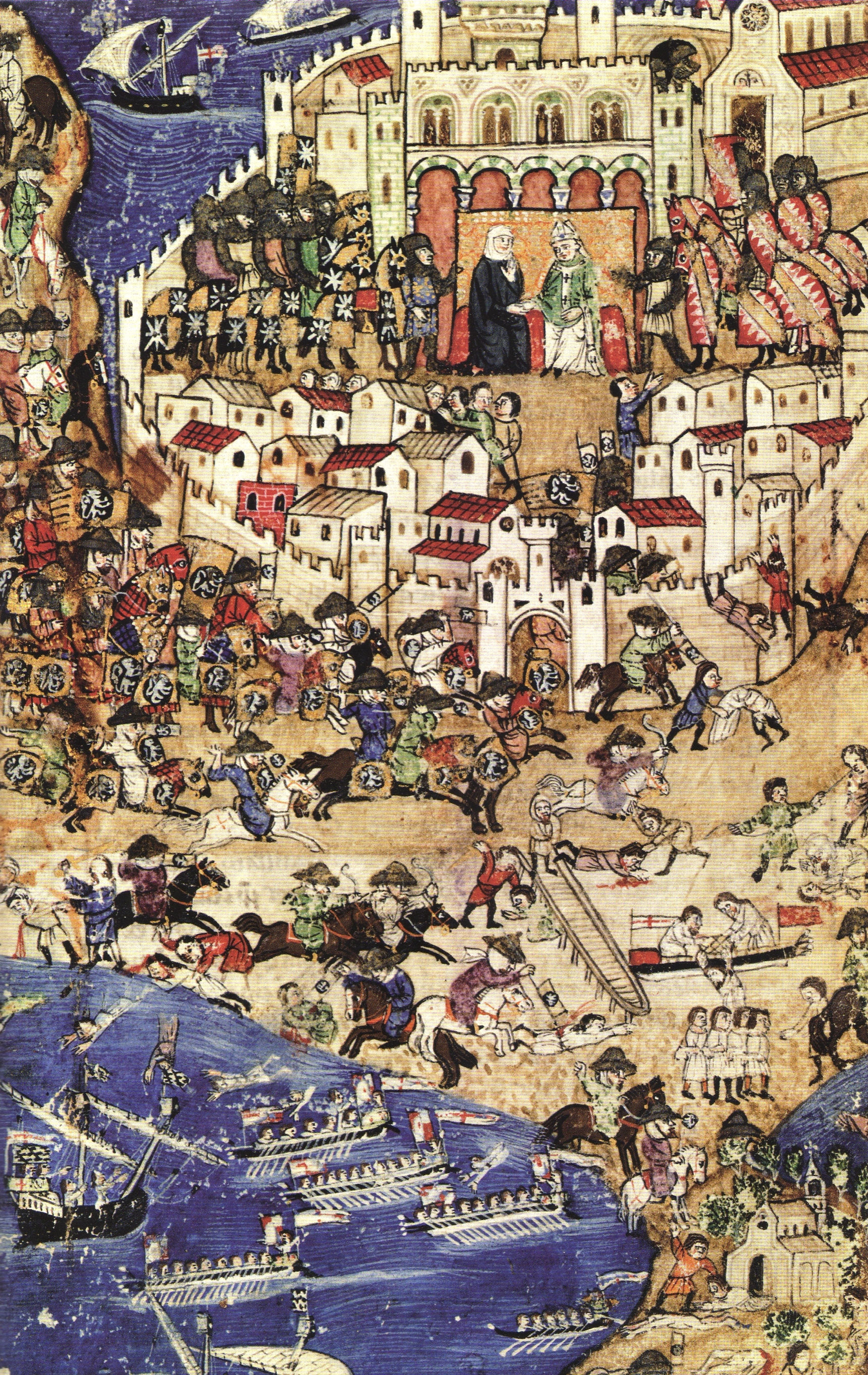
Belagerung von Tripolis 1289

Theobald von Bethsan (auch Thibaut de Bessan; † 1289) war ein Ritter in der Grafschaft Tripolis.
Er war der zweitgeborene Sohn des Guermond II., Herr von Bethsan, aus dem französischen Adelsgeschlecht Béthune aus dessen erster Ehe mit Juliane von Soissons. Sein älterer Bruder Balduin beerbte seinen Vater als Herr von Bethsan. Bethsan war allerdings seit 1183 muslimisch besetzt und in der Folgezeit gelang es den Kreuzfahrern nicht, die Herrschaft zurückzuerobern, auch wenn sie die Stadt 1264 plünderten.
Er war mit Isabella von Mandelée, Tochter des Jakob von Mandelée verheiratet.
Mit ihr hatte er zwei Söhne, Balduin (Baudouin) und Walter (Gauthier).
Er war unter den Verteidigern der Stadt Tripolis, als diese 1289 von den Mamluken angegriffen und belagert wurde. Er und sein Sohn Balduin wurden im Kampf um die Stadt getötet.